# Copa del Món de curses de muntanya

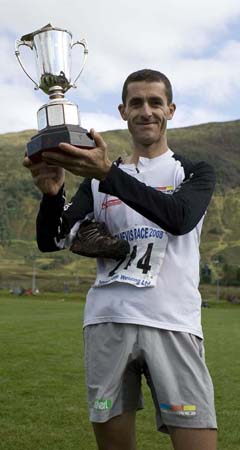
Agustí Roc, vencedor de la Copa del Món 2002, 2003 i 2004.

La Copa del Món de curses de muntanya, més coneguda en anglès com Skyrunner World Series, és una sèrie de curses de muntanya que es realitzen durant tot l'any, organitzada per la International Skyrunning Federation (ISF) des de 2009. Fins a l'edició de 2008, l'organització del circuit anava a càrrec de la Federation for Sport at Altitude (FSA), predecessora de l'actual ISF. L'empresa catalana de lligadures Buff ha patrocinat l'esdeveniment des del 2003 fins al 2008. Entre sis i vuit curses són seleccionades d'entre un mínim de cinc estats. Les curses han de complir els paràmetres "skyrunning" d'una inclinació vertical determinada i un mínim d'altura de 2.000 metres. Els punts per a la classificació són repartits segons la posició en què es finalitza la prova, atorgant 100 al vencedor, 88 al segon, 78 al tercer, i descendint dos punts progressivament fins a arribar al catorzè lloc. La mateixa escala s'utilitza tant en categoria masculina com femenina, però es descendeix fins al quinzè lloc. Per tal d'ampliar les oportunitat de victòria el campionat, a la darrera cursa s'atorguen el 20% més de punts. Els quatre millors resultats al llarg de la temporada se sumen, i el corredor amb el major resultat acumulat se'l declara campió d'aquell any.

## Classificacions

### Campionat FSA
|         | Any  | Curses | Campió                | Campiona        | Equip campió      |
| ------- | ---- | ------ | --------------------- | --------------- | ----------------- |
| detalls | 2003 | 7      | Agustí Roc            | Teresa Forn     | sense competició  |
| detalls | 2004 | 7      | Agustí Roc            | Anna Serra      | sense competició  |
| detalls | 2005 | 7      | Rob Jebb              | Corinne Favre   | Selecció catalana |
| detalls | 2006 | 8      | Ricardo Mejía         | Angela Mudge    | Selecció catalana |
| detalls | 2007 | 7      | Kílian Jornet         | Angela Mudge    | Selecció catalana |
| detalls | 2008 | 6      | Kílian Jornet         | Corinne Favre   | Selecció catalana |
| detalls | 2009 | 7      | Kílian Jornet         | Emanuela Brizio | Selecció catalana |
| detalls | 2010 | 5      | Tòfol Castanyer       | Emanuela Brizio | Selecció catalana |
| detalls | 2011 | 6      | Luis Alberto Hernando | Oihana Kortazar | Selecció catalana |

### Campionat ISF
| Any          | Categoria          | Campió                | Campiona            |
| ------------ | ------------------ | --------------------- | ------------------- |
| 2012 detalls | SkyRace            | Luis Alberto Hernando | Zhanna Vokueva      |
| 2012 detalls | Ultra              | Kílian Jornet         | Núria Picas         |
| 2012 detalls | Vertical Kilometer | Urban Zemmer          | Laura Orgué         |
| 2013 detalls | SkyRace            | Kílian Jornet         | Stevie Kremer       |
| 2013 detalls | Ultra              | Kílian Jornet (2)     | Emelie Forsberg     |
| 2013 detalls | Vertical Kilometer | Urban Zemmer (2)      | Laura Orgué (2)     |
| 2014 detalls | SkyRace            | Kílian Jornet (2)     | Stevie Kremer (2)   |
| 2014 detalls | Ultra SkyMarathon  | Kílian Jornet (3)     | Emelie Forsberg (2) |
| 2014 detalls | Vertical Kilometer | Kílian Jornet         | Laura Orgué (3)     |
| 2015 detalls | SkyRace            | Tadei Pivk            | Laura Orgué         |
| 2015 detalls | Ultra SkyMarathon  | Luis Alberto Hernando | Emelie Forsberg (3) |
| 2015 detalls | Vertical Kilometer | Remi Bonnet           | Laura Orgué (4)     |
| 2016 detalls | Sky                |                       |                     |
| 2016 detalls | Ultra              |                       |                     |
| 2016 detalls | Vertical           |                       |                     |
| 2016 detalls | Extreme            |                       |                     |